# Isla Lennox
Isla Lennox är en ö i Chile. Den ligger i den södra delen av landet, 2 400 km söder om huvudstaden Santiago de Chile. Arean är 153 kvadratkilometer.
Terrängen på Isla Lennox är lite kuperad. Öns högsta punkt är 475 meter över havet. Den sträcker sig 14,8 kilometer i nord-sydlig riktning, och 14,2 kilometer i öst-västlig riktning.
I omgivningarna runt Isla Lennox växer i huvudsak blandskog.